# Đơn vị hành chính cấp huyện (Việt Nam)
Cấp huyện là cấp hành chính thứ hai từng tồn tại tại Việt Nam, dưới cấp tỉnh và trên cấp xã. Cấp hành chính này đã bị bãi bỏ vào ngày 16 tháng 6 năm 2025, cấp hành chính thứ hai hiện tại là cấp xã.

## Các đơn vị hành chính thuộc cấp huyện
Trước khi giải thể, theo phân cấp hành chính, cấp huyện bao gồm quận, huyện, thị xã, thành phố thuộc tỉnh và thành phố thuộc thành phố trực thuộc trung ương.

### Huyện
Huyện là đơn vị hành chính nông thôn có cả ở tỉnh và thành phố trực thuộc trung ương. Dưới huyện là thị trấn (có thể có một hoặc nhiều, hoặc không có thị trấn nào) và các xã. Một số huyện đảo không phân chia thành các đơn vị hành chính cấp xã do có diện tích quá nhỏ hoặc dân cư quá ít, thay vào đó chính quyền cấp huyện trực tiếp quản lý tất cả các mặt của huyện đó.
Đến ngày 1 tháng 2 năm 2025, Việt Nam có 508 huyện, trong đó có 11 huyện đảo.

### Thị xã
Thị xã là một đơn vị hành chính cấp huyện có cả ở tỉnh và thành phố trực thuộc trung ương. Thị xã được chia thành các phường ở nội thị và các xã ở ngoại thị.
Đến ngày 1 tháng 2 năm 2025, Việt Nam có 53 thị xã. Trong đó, có 49 thị xã thuộc tỉnh và 4 thị xã thuộc thành phố trực thuộc trung ương.

### Quận
Quận là đơn vị hành chính cấp huyện chỉ có ở các thành phố trực thuộc trung ương. Các quận tạo nên nội thành của các thành phố. Mỗi một quận lại được chia thành các phường.
Đến ngày 1 tháng 1 năm 2025, Việt Nam có 49 quận thuộc 6 thành phố trực thuộc trung ương.

### Thành phố thuộc tỉnh
Thành phố thuộc tỉnh là đơn vị hành chính cấp huyện chỉ có ở các tỉnh. Một thành phố thuộc tỉnh có thể là tỉnh lỵ của một tỉnh hoặc không phải là tỉnh lỵ. Thành phố thuộc tỉnh được chia thành các phường ở nội thành và các xã ở ngoại thành.
Đến ngày 1 tháng 2 năm 2024, Việt Nam có 84 thành phố thuộc tỉnh, trong đó 57 thành phố là tỉnh lỵ và 27 thành phố không phải là tỉnh lỵ.

### Thành phố thuộc thành phố trực thuộc trung ương
Thành phố thuộc thành phố trực thuộc trung ương là một đơn vị hành chính cấp huyện chỉ có ở các thành phố trực thuộc trung ương, được đặt ra để thí điểm mô hình chính quyền đô thị mới tại Thành phố Hồ Chí Minh.
Đến ngày 1 tháng 3 năm 2025, Việt Nam có 2 thành phố thuộc thành phố trực thuộc trung ương là Thủ Đức (Thành phố Hồ Chí Minh) và Thủy Nguyên (Hải Phòng).

## Thống kê
Tính đến ngày 1 tháng 2 năm 2025, Việt Nam có 696 đơn vị hành chính cấp huyện, bao gồm: 2 thành phố thuộc thành phố trực thuộc trung ương, 84 thành phố thuộc tỉnh, 53 thị xã, 49 quận và 508 huyện.
Diện tích và dân số các đơn vị hành chính cấp huyện không đồng đều:
Về diện tích:
- Trong số các thành phố thuộc tỉnh, thành phố Hạ Long thuộc tỉnh Quảng Ninh có diện tích lớn nhất với 1.119,12 km², thành phố Sầm Sơn thuộc tỉnh Thanh Hóa có diện tích nhỏ nhất với 44,94 km².
- Trong số các thị xã, thị xã Ninh Hòa thuộc tỉnh Khánh Hòa có diện tích lớn nhất với 1.195,7 km², thị xã Hồng Lĩnh thuộc tỉnh Hà Tĩnh có diện tích nhỏ nhất với 58,95 km².
- Trong số các quận, quận Thuận Hóa thuộc thành phố Huế có diện tích lớn nhất với 139,41 km², Quận 4 thuộc Thành phố Hồ Chí Minh có diện tích nhỏ nhất với 4,18 km².
- Trong số các huyện, huyện Tương Dương thuộc tỉnh Nghệ An có diện tích lớn nhất với 2.812,07 km², huyện Thanh Trì thuộc thành phố Hà Nội có diện tích nhỏ nhất với 63,17 km² (không tính 11 huyện đảo).
- Trong số các huyện đảo, huyện Vân Đồn thuộc tỉnh Quảng Ninh có diện tích lớn nhất với 551,3 km²; huyện Cồn Cỏ thuộc tỉnh Quảng Trị có diện tích nhỏ nhất với 2,2 km², đồng thời là huyện có diện tích nhỏ nhất cả nước.

Về dân số:
Theo số dân:
- Trong số các thành phố thuộc tỉnh, thành phố Biên Hòa thuộc tỉnh Đồng Nai có dân số đông nhất với 1.055.414 người, thành phố Lai Châu thuộc tỉnh Lai Châu có dân số ít nhất với 42.973 người.
- Trong số các thị xã, thị xã Nghi Sơn thuộc tỉnh Thanh Hóa có dân số đông nhất với 302.210 người, thị xã Mường Lay thuộc tỉnh Điện Biên có dân số ít nhất với 11.162 người.
- Trong số các quận, quận Bình Tân thuộc Thành phố Hồ Chí Minh có dân số đông nhất với 784.173 người, quận Đồ Sơn thuộc thành phố Hải Phòng có dân số ít nhất với 49.029 người.
- Trong số các huyện, huyện Bình Chánh thuộc Thành phố Hồ Chí Minh có dân số đông nhất với 705.508 người, huyện Ia H'Drai thuộc tỉnh Kon Tum có dân số ít nhất với 10.210 người (không tính 11 huyện đảo).
- Trong số các huyện đảo, huyện Vân Đồn thuộc tỉnh Quảng Ninh có dân số đông nhất với 52.940 người, huyện Hoàng Sa thuộc thành phố Đà Nẵng có dân số ít nhất với 0 người.

Như vậy có thể thấy, các thành phố thuộc tỉnh, thị xã, quận và huyện đông dân nhất Việt Nam đều thuộc Thành phố Hồ Chí Minh và các tỉnh lân cận.
Theo mật độ dân cư:
- Trong số các thành phố thuộc tỉnh, thành phố Dĩ An thuộc tỉnh Bình Dương có mật độ dân cư cao nhất với 7.711 người/km², thành phố Móng Cái thuộc tỉnh Quảng Ninh có mật độ dân cư thấp nhất với 209 người/km².
- Trong số các thị xã, thị xã Hòa Thành thuộc tỉnh Tây Ninh có mật độ dân cư cao nhất với 1.781 người/km², thị xã Mường Lay thuộc tỉnh Điện Biên có mật độ dân cư thấp nhất với 98 người/km².
- Trong số các quận, Quận 4 thuộc Thành phố Hồ Chí Minh có mật độ dân cư cao nhất với 41.945 người/km², quận Ô Môn thuộc thành phố Cần Thơ có mật độ dân cư thấp nhất với 1.026 người/km².
- Trong số các huyện, huyện Hóc Môn thuộc Thành phố Hồ Chí Minh có mật độ dân cư cao nhất với 4.967 người/km², huyện Ia H'Drai thuộc tỉnh Kon Tum có mật độ dân cư thấp nhất với 10 người/km² (không tính 11 huyện đảo).
- Trong số các huyện đảo, huyện Lý Sơn thuộc tỉnh Quảng Ngãi có mật độ dân cư cao nhất với 2.134 người/km², huyện Hoàng Sa thuộc thành phố Đà Nẵng có mật độ dân cư thấp nhất với 0 người/km².

So với mật độ dân số trung bình ở Việt Nam (theo số liệu Điều tra dân số ngày 1/4/2019) là 290 người/km², một số thành phố thuộc tỉnh và thị xã có mật độ dân cư thấp hơn khá nhiều.

## Các đơn vị hành chính tương đương trong quá khứ

### Phủ
Phủ vốn là cấp đơn vị hành chính trung gian giữa trấn/tỉnh và châu/huyện. Dưới thời Pháp thuộc, cấp hành chính này dần bị xóa bỏ ở Nam Kỳ kể từ năm 1867, riêng tại Bắc Kỳ và Trung Kỳ tiếp tục duy trì cho đến năm 1912 thì đổi phủ ngang huyện, các huyện do phủ kiêm lý (cai trị trực tiếp) thì được đổi tên theo phủ cai quản trước đó. Lúc này phủ được xem như đơn vị hành chính ngang cấp huyện nhưng lớn hơn và có vai trò quan trọng hơn. Kể từ năm 1945 đơn vị hành chính phủ bị bãi bỏ và được gọi chung là huyện.

### Châu
Châu vốn là đơn vị hành chính tương đương cấp huyện chủ yếu sử dụng ở khu vực miền núi, phân biệt với các vùng đồng bằng. Châu đặc biệt phổ biến ở các tỉnh Bắc Kỳ và Thanh Hóa. Kể từ năm 1945 bãi bỏ đơn vị hành chính châu, riêng tại một số tỉnh Tây Bắc tiếp tục duy trì cho đến năm 1962 (Xem thêm Khu tự trị Tây Bắc).

### Quận (trước năm 1975)
Quận chỉ có ở các tỉnh Nam Kỳ, được thực dân Pháp thành lập kể từ năm 1912. Dưới chính thể Việt Nam Cộng hòa, quận được áp dụng cho toàn bộ vùng lãnh thổ từ vĩ tuyến 17 trở vào mà chính quyền này quản lý, không phân biệt đô thị hay nông thôn. Kể từ năm 1975, quận chỉ còn được dùng ở khu vực nội thành của thành phố trực thuộc trung ương và đặc khu (Xem thêm Đặc khu Vũng Tàu - Côn Đảo).

### Khu phố
Tiền thân của quận hiện nay, được thành lập từ năm 1961 ở khu vực nội thành Hà Nội và Hải Phòng, từ năm 1981 đổi tất cả khu phố thành quận.